# トミー・ポール (テニス)
トミー・ポール（Tommy Paul, 1997年5月17日 - ）は、アメリカ合衆国ニュージャージー州ブアヒーズ・タウンシップ出身の男子プロテニス選手。ATPランキング自己最高位はシングルス8位、ダブルス97位。これまでにATPツアーでシングルス4勝を挙げている。身長185cm、体重82kg。右利き、バックハンド・ストロークは両手打ち。

## 選手経歴

### ジュニア時代
2015年の全仏オープンジュニアではシングルスの決勝でテイラー・フリッツに勝利して優勝。ダブルスではウィリアム・ブランバーグとのペアで準優勝した。同年の全米オープンジュニアのシングルスでも決勝に進出したが、フリッツに敗れ準優勝となった。

### 2015年 グランドスラム初出場
2015年にプロデビュー。全米オープンに出場したが、1回戦でアンドレアス・セッピに敗れた。

### 2016年 ATPツアー初勝利

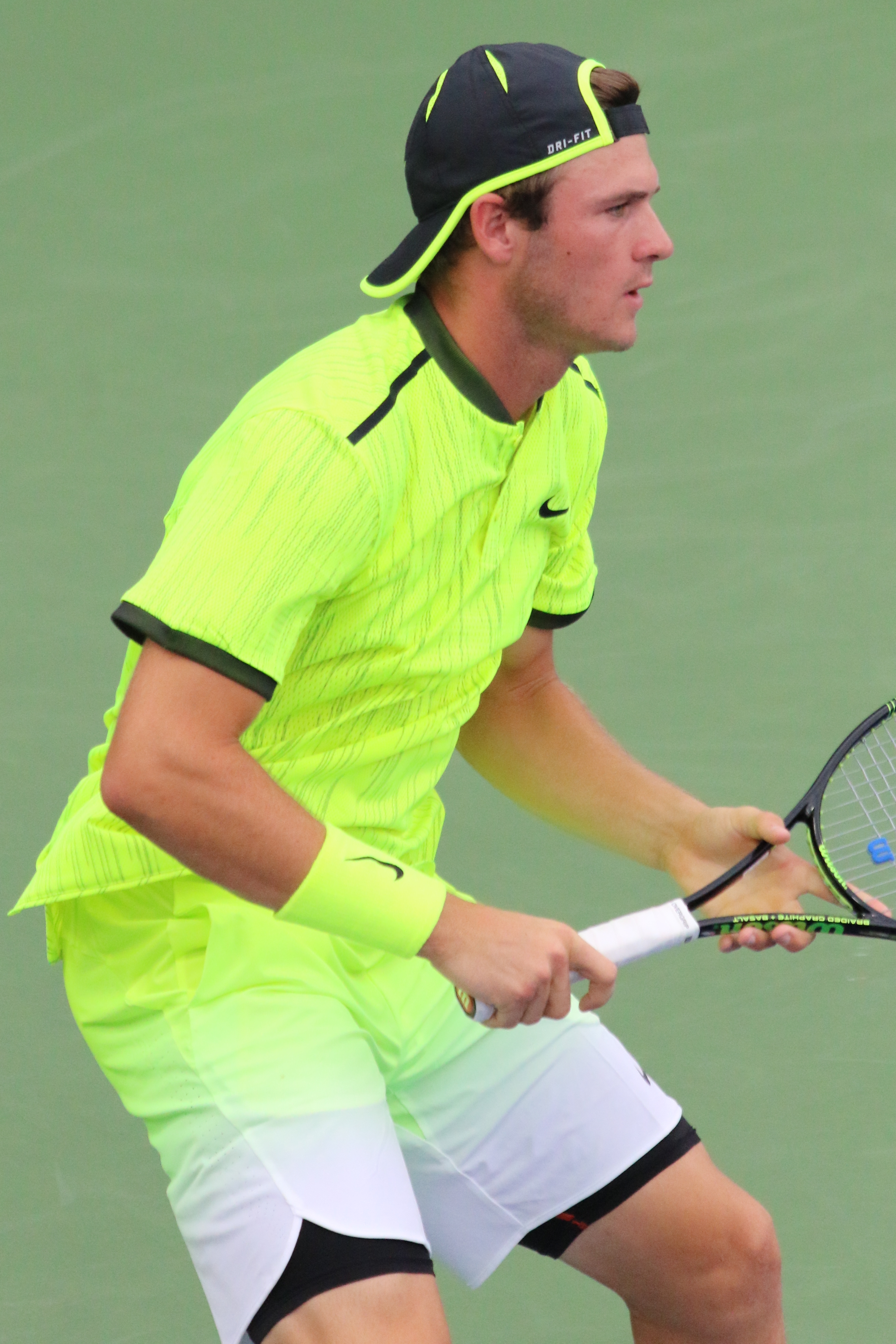
2016年全米オープンでのポール

2016年4月にワイルドカードで全米男子クレーコート選手権に出場し、1回戦で当時ATPランキング53位のパオロ・ロレンツィに勝利。これがATPツアー初勝利となった。

### 2017年 ATPツアー500で初のベスト8進出
2017年7月、アトランタ・オープンの予選を通過し本選に出場。1回戦で第7シードの鄭現、2回戦でマレク・ジャジリに勝利し、ATPツアーで初のベスト8に進出した。準々決勝では第3シードのジレ・ミュラーに敗れた。この大会での活躍が評価され、シティ・オープンにワイルドカードで出場。1回戦でキャスパー・ルードに勝利すると、2回戦でリュカ・プイユにストレート勝ちし、ATPツアー500で初のベスト8に進出した。準々決勝では錦織圭に敗れた。

### 2019年 トップ100入り
2019年4月、ATPチャレンジャーツアーのサラソタ・オープンで優勝。9月に開催されたオラクル・チャレンジャーシリーズでも優勝し、ATPランキングで初のトップ100入りを果たした。

### 2020年 グランドスラム初の3回戦進出
2020年1月のアデレード国際ではベスト4に進出した。ATPランキング80位で臨んだ全豪オープンでは、2回戦で当時ATPランキング20位のグリゴール・ディミトロフに勝利し、グランドスラムで初の3回戦進出となった。3回戦ではマートン・フチョビッチに敗れた。

### 2021年 トップ50入り、対トップ5初勝利、ATPツアー初優勝
2021年1月のデルレイビーチ・オープンでは第5シードで出場したが、2回戦でセバスチャン・コルダに敗れた。ATPランキング53位で臨んだ全豪オープンでは、2回戦でキャスパー・ルードに敗れた。
3月、ABNアムロ・オープンでベスト8に進出。メキシコ・オープンでは1回戦で第4シードのミロシュ・ラオニッチに敗れた。マイアミ・オープンでは1回戦でマルコス・ギロンに敗れた。
ATPランキング52位で臨んだ全仏オープンでは、1回戦でクリストファー・オコネルに勝利したが、2回戦で当時ATPランキング2位のダニール・メドベージェフに敗れた。6月14日、 ATPランキングで初のトップ50入りを果たした。
グラスコートシーズンは足の怪我により、試合に出場しなかった。
7月から8月にかけて開催された東京オリンピックに出場したが、1回戦でアスラン・カラツェフに敗れた。ATPランキング54位で臨んだ全米オープンでは、1回戦でロベルト・カルバリェス・バエナに敗れた。
BNPパリバ・オープンでは、3回戦で当時ATPランキング5位のアンドレイ・ルブレフに勝利。ATPツアー・マスターズ1000における初の3回戦勝利、トップ5選手に対する初勝利を同時に達成した。4回戦ではキャメロン・ノリーに敗れた。
シーズン最後に出場したストックホルム・オープンでは、2回戦でテイラー・フリッツ、準々決勝で元ATPランキング1位のアンディ・マリー、準決勝でフランシス・ティアフォー、決勝でデニス・シャポバロフに勝利し、ATPツアー初優勝を果たした。
最終的にATPランキング43位でシーズンを終えた。

### 2022年 トップ3から2度の勝利、ウィンブルドン4回戦進出、トップ30入り
シーズン最初に出場したアデレード国際では準々決勝でガエル・モンフィスに敗れた。ATPランキング41位で臨んだ全豪オープンでは、2回戦でミオミル・ケツマノビッチに敗れた。
メキシコ・オープンでは準々決勝で元ATPランキング1位のラファエル・ナダルに敗れた。BNPパリバ・オープンでは、2回戦で当時ATPランキング3位のアレクサンダー・ズベレフに勝利。3回戦でアレックス・デミノーに敗れた。翌週のマイアミ・オープンでは初めて3回戦に進出したが、テイラー・フリッツに敗れた。4月4日に更新されたATPランキングでは35位にランクインした。
ムチュア・マドリード・オープンでは1回戦でヤニック・シナーを相手に最初のセットを先取したが、その後逆転負けを喫した。第30シードで出場した全仏オープンでは1回戦でクリスチャン・ガリンに敗れた。
クイーンズ・クラブ選手権では1回戦で第6シードのデニス・シャポバロフに勝利。2回戦ではグランドスラムで3度の優勝歴があるスタン・ワウリンカに勝利した。準々決勝ではマッテオ・ベレッティーニに敗れた。イーストボーン国際では、2回戦で第2シードのヤニック・シナーに勝利。準々決勝でアレックス・デミノーに敗れた。第30シードで出場したウィンブルドン選手権では3回戦でイジー・ベセリーに勝利し、グランドスラムで初の4回戦進出を果たした。4回戦では当時ATPランキング12位のキャメロン・ノリーに敗れた。
ナショナル・バンク・オープンでは2回戦で当時ATPランキング4位のカルロス・アルカラスに勝利。通算3度目となるトップ5相手の勝利となった。3回戦でマリン・チリッチに勝利し、ATPツアー・マスターズ1000における初のベスト8進出を果たした。準々決勝ではダニエル・エバンスに敗れた。8月15日に更新されたATPランキングでは自己最高の31位にランクインした。
第29シードで出場した全米オープンでは1回戦でベルナベ・サパタ・ミラジェス、2回戦でセバスチャン・コルダに勝利し、初の3回戦に進出した。3回戦ではキャスパー・ルード相手に4時間30分を超える激闘の末、敗れた。
パリ・マスターズ2回戦にて、当時ATPランキング2位のラファエル・ナダルに勝利。トップ10相手にシーズン4度目の勝利となった。3回戦でパブロ・カレーニョ・ブスタに勝利してベスト8に進出。準々決勝でロベルト・バウティスタ・アグートに敗れた。

### 2023年 全豪ベスト4、世界1位に勝利、トップ15入り
全豪オープンでは1回戦でヤン＝レナルト・シュトルフ、2回戦で第30シードのアレハンドロ・ダビドビッチ・フォキナ、3回戦でジェンソン・ブルックスビー、4回戦で第24シードのロベルト・バウティスタ・アグート、準々決勝でベン・シェルトンに勝利し、アメリカ人の男子選手としては2009年のアンディ・ロディック以来となるベスト4進出を果たした。準決勝ではノバク・ジョコビッチに敗れた。
メキシコ・オープンでは同郷のアメリカ人選手3人に勝利して決勝に進出したが、アレックス・デミノーに敗れ準優勝となった。
ナショナル・バンク・オープンでは準々決勝で当時ATPランキング1位のカルロス・アルカラスに勝利し、マスターズで初のベスト4に進出した。
全米オープンでは自己最高となる4回戦に進出し、ATPランキングで12位にランクインした。

### 2024年 マスターズで2度のベスト4、オリンピック銅メダル
ダラス・オープンで決勝に進出し、マルコス・ギロンに勝利してATPツアー2度目の優勝を果たした。続けて開催されたデルレイビーチ・オープンでも決勝に進出したが、テイラー・フリッツに敗れ準優勝となった。
BNPパリバ・オープンにてマスターズで2度目のベスト4進出を果たす。マイアミ・オープンでは2回戦で途中棄権し敗れた。
イタリア国際では前年優勝のダニール・メドベージェフ、当時ATPランキング9位のフベルト・フルカチュに勝利するなど、ベスト4に進出した。また、この大会でATPツアー公式戦通算150勝を記録した。
クイーンズ・クラブ選手権で決勝に進出し、ロレンツォ・ムゼッティに勝利して優勝。ATPツアー500で初の優勝となり、ATPランキングではアメリカ人選手最高となる12位にランクインした。
パリオリンピックではダブルスでテイラー・フリッツとペアを組み、ベスト4に進出。3位決定戦でトマーシュ・マハーチ、アダム・パブラセクに勝利し、銅メダルを獲得した。

### 2025年 全豪、全仏ベスト8、トップ10入り
アデレード国際では第1シードで出場し、準決勝でフェリックス・オジェ＝アリアシムに敗れた。
全豪オープンではベスト8に進出。準々決勝でアレクサンダー・ズベレフに敗れた。これによりATPランキングで自己最高の9位にランクインし、自身初のトップ10入りを果たした。
全米男子クレーコート選手権では第1シードで出場し、準決勝でジェンソン・ブルックスビーに敗れた。
全仏オープンでは自己最高となるベスト8に進出。準々決勝でカルロス・アルカラスに敗れた。これにより、ATPランキングで自己最高となる8位にランクインした。

## 成績
略語の説明
| W | F | SF | QF | #R | RR | Q# | LQ | A | Z# | PO | G | S | B | NMS | P | NH |

W=優勝, F=準優勝, SF=ベスト4, QF=ベスト8, #R=#回戦敗退, RR=ラウンドロビン敗退, Q#=予選#回戦敗退, LQ=予選敗退, A=大会不参加, Z#=デビスカップ/BJKカップ地域ゾーン, PO=デビスカップ/BJKカッププレーオフ, G=オリンピック金メダル, S=オリンピック銀メダル, B=オリンピック銅メダル, NMS=マスターズシリーズから降格, P=開催延期, NH=開催なし.

### シングルス

#### グランドスラム大会
| 大会           | 2015 | 2016 | 2017 | 2018 | 2019 | 2020 | 2021 | 2022 | 2023 | 2024 | 2025 | 通算成績 |
| -------------- | ---- | ---- | ---- | ---- | ---- | ---- | ---- | ---- | ---- | ---- | ---- | -------- |
| 全豪オープン   | A    | A    | A    | Q2   | Q2   | 3R   | 2R   | 2R   | SF   | 3R   | QF   | 15–6     |
| 全仏オープン   | A    | Q2   | A    | A    | 1R   | 2R   | 2R   | 1R   | 2R   | 3R   | QF   | 9–7      |
| ウィンブルドン | A    | Q1   | A    | A    | Q3   | NH   | A    | 4R   | 3R   | QF   | 2R   | 10–4     |
| 全米オープン   | 1R   | Q1   | 1R   | A    | Q2   | 1R   | 1R   | 3R   | 4R   | 4R   |      | 8–7      |

#### 大会最高成績
| 大会                 | 成績 | 年         |
| -------------------- | ---- | ---------- |
| ATPファイナルズ      | A    | 出場なし   |
| インディアンウェルズ | SF   | 2024       |
| マイアミ             | 4R   | 2022       |
| モンテカルロ         | 2R   | 2021       |
| マドリード           | 4R   | 2025       |
| ローマ               | SF   | 2023, 2024 |
| カナダ               | SF   | 2022       |
| シンシナティ         | 3R   | 2022, 2025 |
| 上海                 | 4R   | 2023, 2024 |
| パリ                 | QF   | 2022       |
| オリンピック         | QF   | 2024       |

## ATPツアー決勝進出結果

### シングルス：7回（4勝3敗）
| 大会グレード                    |
| グランドスラム (0–0)            |
| ATPファイナルズ (0–0)           |
| ATPツアー・マスターズ1000 (0–0) |
| オリンピック (0–0)              |
| ATPツアー500 (1–1)              |
| ATPツアー250 (3–2)              |

| サーフェス別タイトル |
| ハード (3–2)         |
| クレー (0–0)         |
| 芝 (1–1)             |

| 結果   | No. | 決勝日         | 大会               | サーフェス    | 対戦相手                 | スコア             |
| ------ | --- | -------------- | ------------------ | ------------- | ------------------------ | ------------------ |
| 優勝   | 1.  | 2021年11月13日 | ストックホルム     | ハード (室内) | デニス・シャポバロフ     | 6-4, 2-6, 6-4      |
| 準優勝 | 1.  | 2023年3月5日   | アカプルコ         | ハード        | アレックス・デミノー     | 6-4, 4-6, 1-6      |
| 準優勝 | 2.  | 2023年7月1日   | イーストボーン     | 芝            | フランシスコ・セルンドロ | 4-6, 6-1, 4-6      |
| 優勝   | 2.  | 2024年2月12日  | ダラス             | ハード (室内) | マルコス・ギロン         | 7-6(7-3), 5-7, 6-3 |
| 準優勝 | 3.  | 2024年2月20日  | デルレイビーチ     | ハード        | テイラー・フリッツ       | 2-6, 3-6           |
| 優勝   | 3.  | 2024年6月23日  | クイーンズ・クラブ | 芝            | ロレンツォ・ムゼッティ   | 6-1, 7-6(10-8)     |
| 優勝   | 4.  | 2024年10月20日 | ストックホルム     | ハード (室内) | グリゴール・ディミトロフ | 6-4, 6-3           |

## 対トップ10勝利
| 年   | 2020 | 2021 | 2022 | 2023 | 2024 | 2025 | 合計 |
| ---- | ---- | ---- | ---- | ---- | ---- | ---- | ---- |
| 勝利 | 1    | 1    | 4    | 2    | 4    | 1    | 13   |

| No.  | 対戦相手                 | ランキング | 大会                 | サーフェス    | ラウンド | スコア                  | ランキング |
| ---- | ------------------------ | ---------- | -------------------- | ------------- | -------- | ----------------------- | ---------- |
| 2020 |                          |            |                      |               |          |                         |            |
| 1.   | アレクサンダー・ズベレフ | 7          | アカプルコ           | ハード        | 2R       | 6-3, 6-4                | 66         |
| 2021 |                          |            |                      |               |          |                         |            |
| 2.   | アンドレイ・ルブレフ     | 5          | インディアンウェルズ | ハード        | 3R       | 6-4, 3-6, 7-5           | 60         |
| 2022 |                          |            |                      |               |          |                         |            |
| 3.   | マッテオ・ベレッティーニ | 6          | アカプルコ           | ハード        | 3R       | 4-6, 5-1 ret.           | 39         |
| 4.   | アレクサンダー・ズべレフ | 3          | インディアンウェルズ | ハード        | 3R       | 6-2, 4-6, 7-6(7-2)      | 39         |
| 5.   | カルロス・アルカラス     | 4          | カナダ               | ハード        | 2R       | 6-7(4-7), 7-6(9-7), 6-3 | 34         |
| 6.   | ラファエル・ナダル       | 2          | パリ                 | ハード (室内) | 2R       | 3-6, 7-6(7-4), 6-1      | 31         |
| 2023 |                          |            |                      |               |          |                         |            |
| 7.   | テイラー・フリッツ       | 5          | アカプルコ           | ハード        | SF       | 6-3, 6-7(2-7), 7-6(7-2) | 23         |
| 8.   | カルロス・アルカラス     | 1          | カナダ               | ハード        | QF       | 6-3, 4-6, 6-3           | 14         |
| 2024 |                          |            |                      |               |          |                         |            |
| 9.   | キャスパー・ルード       | 9          | インディアンウェルズ | クレー        | QF       | 6-2, 1-6, 6-3           | 17         |
| 10.  | ダニール・メドベージェフ | 4          | ローマ               | クレー        | 4R       | 6-1, 6-4                | 16         |
| 11.  | フベルト・フルカチュ     | 9          | ローマ               | クレー        | QF       | 7-5, 3-6, 6-3           | 16         |
| 12.  | グリゴール・ディミトロフ | 10         | ストックホルム       | ハード (室内) | F        | 6-4, 6-3                | 13         |
| 2025 |                          |            |                      |               |          |                         |            |
| 13.  | アレックス・デミノー     | 8          | ローマ               | クレー        | 4R       | 7-5, 6-3                | 12         |